# Sisal
Sisal – miasto portowe w stanie Jukatan w Meksyku. Początkowo główny port Jukatanu, z czasem stracił znaczenie na rzecz miasta Progreso, wybudowanego na wschodzie. Od nazwy miasta wywodzi się nazwa sizalu – włókna wytwarzanego z agawy sizalowej. Miasto położone jest około 53 km na północny zachód od miasta Mérida, stolicy stanu.

## Historia
Miasto Sisal założenie zostało w 1811 roku, gdy zarządcy Méridy złożyli petycję do króla Hiszpanii, w której zwrócili uwagę na dużą odległość ze stolicy Jukatanu do miasta Campeche, które dotychczas pełniło rolę głównego portu. Miasto gwałtownie się rozwijało i w 1845 roku wartość towarów przez nie przepływających była dwukrotnie wyższa niż wcześniej w Campeche. Wraz z rozwojem pobliskiego miasta Progreso, Sisal utracił jednak znaczenie i stał się niewielką wioską rybacko-turystyczną.
W grudniu 2006 roku gubernator stanu Jukatan Patricio Patrón Laviada poinformował, że władze stanowe planują przywrócenie miastu świetności i przekształcenie go w centrum turystyczne.